# Helmut Zühlke
Helmut Volkmar Zühlke (* 26. März 1948 in Borkum) ist ein deutscher Arzt und Allgemein-, Viszeral- und Gefäßchirurg. Er ist Träger des Bundesverdienstkreuzes am Bande und des Hans-Kehr Preises.

## Leben
Helmut Zühlke wurde am 26. März 1948 als Zwilling (Helmer Zühlke) auf der ostfriesischen Insel Borkum als Kind von Hans und Ruth Zühlke, geborene Weitze, geboren. 1954 bis 1964 besuchte Zühlke die Volks- und Realschule auf Borkum. Das Abitur erhielt er 1967 am neusprachlichen Gymnasium Königin-Luise-Stiftung, Berlin. Von 1967 bis 1973 studierte er Medizin an der Freien Universität Berlin, wo er 1973 das Staatsexamen abschloss.

## Beruflicher Werdegang
Von 1973 bis 1974 war er Medizinalassistent in der Chirurgischen Klinik am Klinikum Westend der FU Berlin bei Direktor E. S. Bücherl sowie an der Inneren und Urologischen Klinik (W. Brosig) am Klinikum Steglitz der FU Berlin.
1973 erhielt er die Approbation als Arzt und promovierte im selben Jahr mit dem Thema „Röntgendiagnostische Lungenbefunde während der Grippeepidemie 1969/70“ an der FU Berlin.
1974 begann die Tätigkeit als wissenschaftlicher Assistent an der Chirurgischen Klinik und Poliklinik des Klinikum Steglitz unter Hermann Franke. Nach Emeritierung von Franke wurde die Klinik 1975 geteilt. In seiner weiteren chirurgischen Ausbildung arbeitete er als Stationsarzt an der Unfallchirurgischen Klinik bei R. Rahmanzadeh, der Kinderchirurgischen Klinik bei J. Waldschmidt und an der Klinik für Allgemein-, Gefäß- und Thoraxchirurgie bei R. Häring. 1979 wurde Zühlke als Facharzt für Chirurgie anerkannt und zum Hochschulassistenten ernannt, 1981 folgte die Ernennung zum Oberarzt für Allgemein-, Gefäß- und Thoraxchirurgie.
1983 erlangte er die Teilgebietsbezeichnung „Gefäßchirurgie“ und habilitierte sich mit dem Werk „Transplantation und Gangokklusion des Pankreas als Therapiekonzept bei chronischer rezidivierenden Pankreatitis“ und erhielt hierfür den Herrmann-Kümmel-Preis der Nordwestdeutschen Chirurgenvereinigung.
Zühlke erkannt bereits 1981 die Wertigkeit der perkutanen transluminalen Angioplastie (PTA) und publizierte als erster Chirurg in der Fachzeitschrift „Der Chirurg“ die Möglichkeit der intraoperativen Anwendung der transluminalen Angioplastie (IOTA). Weitere Arbeiten über die Wertigkeit der PTA wurden in den folgenden Jahren publiziert. Unter anderem leitete in interdisziplinärer Zusammenarbeit mit Angiologen (F. J. Roth) und Radiologen (E. Zeitler) eine vom Bundesministerium für Forschung und Technologie finanzierten Multi-Center-Studie zur Erarbeitung des Stellenwertes der Perkutanen Transluminalen Angioplastie (GAMS-Studie).
1985 wurde Zühlke zum C2-Professor an die FU Berlin berufen. 1989 wurde er leitender Oberarzt und ständiger Vertreter von Häring an der Chirurgischen Klinik des Klinikum Steglitz und veröffentlichte zahlreiche wissenschaftliche und klinische Arbeiten und Lehrbuchkapitel aus der Allgemein-, Gefäß- und Thoraxchirurgie. 1989 führte Zühlke die erste erfolgreiche simultane Nieren-Pankreastransplantation in Westberlin am Klinikum Steglitz in Kooperation mit der Urologischen Klinik (H. Huland) durch. 1990 erstellte Zühlke eine Klassifikation für die abdominellen Adhäsionen, welche auch international anerkannt wurde.
Bereits 1988 erschien eine Monografie zur Behandlung von tiefen Gefäßinfektionen zusammen mit B.M. Harnoss: Septische Gefäßchirurgie im Verlag Blackwell Berlin. 1994 erfolgte die Neuauflage der Monografie Septische Gefäßchirurgie. 2019 erschien die Fortsetzung der Monografie „Septische Gefäßchirurgie“ jetzt als „Septische Gefäßmedizin“ im Thieme Verlag Stuttgart.
Zühlke wurde 1991 zum Chefarzt der Chirurgie im Städtischen Krankenhaus Kemperhof Koblenz berufen und erhielt einen Lehrauftrag an der Universität Mainz unter Weiterführung des Lehrauftrages an der FU in Berlin und ab 2000 auch an der Charité Berlin. Ab 1993 war Zühlke leitender Arzt der Klinik „Russischer Hof“ Bad Ems.
Am 1. Februar 1994 wurde er zum Chefarzt für Chirurgie am Evangelischen Krankenhaus der Paul-Gerhardt-Stiftung Wittenberg in der Lutherstadt Wittenberg berufen, dem ehemals größten evangelischen Krankenhaus der DDR. 1996 folgte die Anerkennung für den Schwerpunkt „Viszeralchirurgie“, 1997 die Anerkennung der Zusatzbezeichnung „Phlebologie“ und 2009 zusätzlich die Anerkennung der Zusatzbezeichnung „Medikamentöse Tumortherapie“.
Zühlke war von 1995 bis 2016 Vorsitzender der Fach- und Prüfungskommission Gefäßchirurgie der Ärztekammer Sachsen-Anhalt.
Von 1998 bis 2018 war Zühlke Konsiliararzt der Herzklinik Coswig. Nach seinem altersbedingten Ausscheiden 2016 aus dem Paul-Gerhardt-Stift Wittenberg war er kommissarischer Chefarzt zur Neustrukturierung der Klinik für Gefäß- und Endovaskuläre Chirurgie/Phlebologie bis 2018.
Im Laufe seiner beruflichen und wissenschaftlichen Tätigkeit wurden Helmut Zühlke mehrere Ehrungen und Preise verliehen. So ist er Ehrenmitglied des Tumorzentrums Sachsen-Anhalt und der Mitteldeutschen Chirurgenvereinigung. 2017 wurde ihm von Bundespräsident Joachim Gauck das Bundesverdienstkreuz am Bande verliehen.

## Tätigkeitsschwerpunkte
- Operationen aller Schweregrade in der Abdominal-, Gefäß- und Thoraxchirurgie
- die gesamte onkologische Chirurgie des Gastrointestinaltraktes
- die Chirurgie der Leber einschließlich Metastasentherapie
- endokrine Operationen
- gesamtes Spektrum Gefäßchirurgischer Revaskularisationen (Offene Gefäßchirurgie)
- Medikamentöse Tumortherapie Gastrointestinaler Tumoren (Chemotherapie)
- Phlebologie
- 150 Nierentransplantationen

## Ehrungen, Auszeichnungen, Vorsitze
- 1983: Hermann-Kümmell-Preis
- 1995 bis 2016 Vorsitzender der Fach- und Prüfungskommission Gefäßchirurgie der Ärztekammer Sachsen-Anhalt.
- 1998 und 1999 Vorsitzender der Chirurgenvereinigung Sachsen-Anhalt
- 2013-14: Präsident der Mitteldeutschen Chirurgenvereinigung
- 2015: Ehrenmitglied Tumorzentrum Sachsen-Anhalt[20]
- 2016: Hans-Kehr-Preis[25][26]
- 2016: Ehrenmitglied Mitteldeutsche Chirurgenvereinigung[21]
- 2017: Verleihung des Bundesverdienstkreuzes[22][23][24]

## Kongresse in der Lutherstadt Wittenberg
- 1998 8. Chirurgenkongress Sachsen-Anhalt in Lutherstadt Wittenberg Leitthema: „Chirurigsche Bestandsaufnahme“
- 1999 9. Chirurgenkongress Sachsen-Anhalt in Lutherstadt Wittenberg Leitthema: „Innovation 2000“
- 2000 Internationales Abraham-Vater-Symposium (250. Todestag) in Lutherstadt Wittenberg in Kooperation mit Prof. Mössner, Universität Leipzig und Prof. Fleig, MLU Halle-Wittenberg Leitthema: „Surgery of the pancreas“
- 2000 1. Wittenberger Konferenz Evangelischer Krankenhäuser Deutschlands Leitthema: „Verantwortung der Diakonie im Rahmen der Gesundheitsstruktur 2000“
- 2002 2. Wittenberger Konferenz Evangelischer Krankenhäuser Deutschlands Leitthemen: „Digitale Revolution“, „Was bringt das DRG-System?“
- 2004 3. Wittenberger Konferenz Evangelischer Krankenhäuser Deutschlands Leitthemen: „Das moderne Krankenhaus der Zukunft“, „Reinterventionen nach lumeneröffnenden Maßnahmen“
- 2006 4. Wittenberger Konferenz Evangelischer Krankenhäuser Deutschlands Leitthemen: „Neue Strukturen in der Chirurgie“, „Chirurgie des alten Menschen“
- 2008 5. Wittenberger Konferenz Evangelischer Krankenhäuser Deutschlands Leitthema: „Gesundheit Dienstleistungsbereich 2008 – Chance oder Abschied von Qualität, Weiterbildung und Fortschritt“
- 2010 6. Wittenberger Konferenz Evangelischer Krankenhäuser Deutschlands Leitthemen: „Industrialisierung im Gesundheitswesen“, „Gastrologisch/Viszerochirurgisch/Onkologische Kooperation“
- 2012 7. Wittenberger Konferenz Evangelischer Krankenhäuser Deutschlands Leitthema: „Evidenzbasierte Medizin – Erfahrungsmedizin: Widerspruch oder Ergänzung?“
- 2013 8. Wittenberger Konferenz Evangelischer Krankenhäuser Deutschlands Leitthemen „Generationsproblematik in der Chirurgie“, „Chirurgische Onkologie?“
- 2014 7. Kongress der Mitteldeutschen Chirurgenvereinigung in der Lutherstadt Wittenberg Leitthema: „Mal anders denken“
- 2015 9. Wittenberger Konferenz Evangelischer Krankenhäuser Deutschlands Leitthema: „Selber denken“
- 2019 10. Wittenberger Konferenz Evangelischer Krankenhäuser Deutschlands Leitthema: „Infektionen in der Gefäßmedizin“